# Потрага (филм из 1956)
Потрага је југословенски драмски филм, снимљен 1956. године у режији Жоржа Скригина.

## Радња
Јелена и доктор Мирковић после извесног времена увиђају да њихова веза није била само пуко испуњавање партијског задатка у циљу што бољег одржавања илегалне штампарије. Када је Мирковић отишао у партизане, један од илегалаца, није издржао мучење на саслушавању у полицији и одаје место где се налази штампарија. Јелена успева да се спаси и штампарија наставља са радом.
Као историјска подлога за овај филм била је илегална штампарија ЦК КПЈ, која је постојала од 1941. до 1943. године у окупираном Београду.

## Ликови
| Глумац                   | Улога                        |
| ------------------------ | ---------------------------- |
| Александар Гаврић        | Доктор Света Мирковић        |
| Мирослав Петровић        | Доушник                      |
| Милена Шијачки           | Јелена                       |
| Васа Пантелић            | Станко                       |
| Љубиша Јовановић         | Шеф полиције                 |
| Столе Аранђеловић        | Радник Кнежевић              |
| Јован Коњовић            | Кнежевић                     |
| Павле Вуисић             | Службеник                    |
| Марко Тодоровић          | Жарко                        |
| Стеван Миња              | Агент Ђока                   |
| Слободан Перовић         | Марко                        |
| Душан Перковић           | Немачки војник               |
| Јожа Рутић               | Лекар                        |
| Бранко Татић             | Иследник                     |
| Милорад Миша Волић       | Поштански службеник          |
| Јовиша Војиновић         | Лекар                        |
| Радомир Поповић          |                              |
| Љубица Секулић           | Ружица, служавка код доктора |
| Стојан Јовановић         |                              |
| Живојин Ненадовић        |                              |
| Јован Јанићијевић Бурдуш |                              |

Комплетна филмска екипа  ▼
| Редитељ                   | Жорж Скригин           |                                    |
| Сценариста                | Слободан Глумац        |                                    |
| Сценариста                | Тошо Поповски          |                                    |
| Композитор                | Бојан Адамич           |                                    |
| Директор фотографије      | Велибор Андрејевић     | директор фотографије               |
| Директор фотографије      | Јован Јовановић        |                                    |
| Mонтажер                  | Олга Скригин           |                                    |
| Сценограф                 | Милан Васић            |                                    |
| Уметнички директор        | Јован Радић            |                                    |
| Декоратер сцене           | Сава Стошић            |                                    |
| Костимограф               | Мира Глишић            |                                    |
| Одсек за шминку           | Лепосава Првановић     | шминкерка (као Лепа Марковић)      |
| Менаџер продукције        | Салко Бојчић           | вођа снимања                       |
| Менаџер продукције        | Петар Шобајић          | директор филма                     |
| Помоћник режије           | Александар Аранђеловић | помоћник редитеља                  |
| Помоћник режије           | Бранко Савић           | помоћник редитеља                  |
| Уметнички одсек           | Ђура Рашић             | сет дизајнер                       |
| Уметнички одсек           | Петар Савић            | сценски реквизитер                 |
| Одсек за звук             | Миодраг Јефтић         | микроман                           |
| Одсек за звук             | Божидар Вукадиновић    | тон мајстор (као Божа Вукадиновић) |
| Специјални ефекти         | Душан Живковић         | специјални ефекти                  |
| Одсек за камеру и расвету | Секула Бановић         | пратилац камере                    |
| Одсек за камеру и расвету | Јосип Керекеш          | вођа расвете                       |
| Одсек за камеру и расвету | Живорад Милић          | фотограф                           |
| Одсек за камеру и расвету | Богољуб Петровић       | пратилац камере                    |
| Одсек за костим           | Славко Јамбрежић       | набављач                           |
| Одсек за костим           | Борка Субарановић      | гардеробер                         |
| Одсек за монтажу          | Живорад Ђокић          | колор тајмер                       |
| Одсек за монтажу          | Штефица Грос           | асистент монтажера                 |
| Остала екипа              | Живка Антић            | секретар продукције                |
| Остала екипа              | Сретен Јовановић       | технички саветник                  |
| Остала екипа              | Владимир Савић         | арт наслов                         |
| Остала екипа              | Добрила Солдатовић     | секретар режије                    |

## Занимљивости
- У овом филму, филмску каријеру је започео прослављени српски глумац Јован Јанићијевић Бурдуш.[1]